# The Paradigm Shift
The Paradigm Shift — одинадцятий студійний альбом американського ню-метал гурту Korn, що вийшов 4 жовтня 2013 р. Це перший реліз з участю гітариста Браяна «Геда» Велча з часів Take a Look in the Mirror (2003).
7 серпня 2013 на рок-радіостанції X1039 відбулась прем'єра синглу «Never Never». На «Never Never» і «Love & Meth» існують відеокліпи. Наклад у США за перший тиждень становив 45960 копій.

## Передісторія
Через рік після релізу The Path of Totality гурт почав працювати над наступною платівкою.
Манкі заявив, що альбом матиме похмуріше звучання як на Issues (1999) у поєднанні з важкістю Untouchables (2002). 2 травня 2013 стало відомо, що гітарист з оригінального складу, Браян Велч, повернувся до гурту після 8-річної відсутності й узяв участь у записі.

## Запис
За словами Манкі: «Новий матеріал записано під впливом Issues чи навіть Untouchables, того періоду. Він дещо мелодійніший та дещо агресивніший водночас».
В інтерв'ю Rolling Stone Девіс назвав процес створення платівки «дивним»: «Вони почали запис, гадаю, в серпні, я не відвідував студію до березня, оскільки я проходив крізь усе це божевільне лайно. В мого сина діагностували діабет, я намагався зав'язати з антидепресантами, тож це добило мене остаточно. Я був у повному тумані». Девіс пройшов реабілітаційний курс, і вже потім повернувся до написання альбому: «Було дивно — я прийшов до студії і провів там 4 місяці, виїжджаючи лише на вихідні додому. Я перевіз до себе дітей і проводив з ними весь час. Цікавий простір для творчості… Досі не розумію, як у біса я це зробив».

## Назва й паковання
Манкі так пояснив назву: 
| Ліві лапки | «Цей термін охоплює різні царини. Ви бачите твір мистецтва з одного кута й він має певне зображення. Якщо подивитися з іншого боку, це зовсім інше зображення. Ми порівнюємо це з Korn зразка 2013 р. З поверненням Геда все, що фани полюбили з самого першого дня, є на альбомі, але ми передаємо це з нового ракурсу». | Праві лапки |

22 липня 2014 вийшло спеціальне видання The Paradigm Shift: World Tour Edition з новими студійними й концертними записами. Перший трек «Hater» оприлюднили 19 червня, комерційний реліз — 1 липня.

## Список пісень
Джонатан Девіс повідомив, що стандартна версія міститиме 15 пісень. Остаточний треклист став відомим наприкінці липня 2013. «Lullaby for a Sadist» записано ще для десятого альбому The Path of Totality, проте вона не потрапила до платівки.
| #     | Назва                                 | Тривалість |
| ----- | ------------------------------------- | ---------- |
| 1.    | «Prey for Me»                         | 3:38       |
| 2.    | «Love & Meth»                         | 4:04       |
| 3.    | «What We Do»                          | 4:06       |
| 4.    | «Spike in My Veins» (з участю Noisia) | 4:25       |
| 5.    | «Mass Hysteria»                       | 4:04       |
| 6.    | «Paranoid and Aroused»                | 3:34       |
| 7.    | «Never Never»                         | 3:41       |
| 8.    | «Punishment Time»                     | 4:01       |
| 9.    | «Lullaby for a Sadist»                | 4:19       |
| 10.   | «Victimized»                          | 3:36       |
| 11.   | «It's All Wrong»                      | 3:32       |
| 43:18 |                                       |            |

| Бонус-треки делюкс-видання | Бонус-треки делюкс-видання | Бонус-треки делюкс-видання |
| #                          | Назва                      | Тривалість                 |
| -------------------------- | -------------------------- | -------------------------- |
| 12.                        | «Wish I Wasn't Born Today» | 3:03                       |
| 13.                        | «Tell Me What You Want»    | 3:01                       |
| 49:22                      |                            |                            |

| Бонус-треки японського видання | Бонус-треки японського видання | Бонус-треки японського видання |
| #                              | Назва                          | Тривалість                     |
| ------------------------------ | ------------------------------ | ------------------------------ |
| 14.                            | «Die Another Day»              | 3:45                           |

| Reconciliation (DVD) | Reconciliation (DVD)      | Reconciliation (DVD) |
| #                    | Назва                     | Тривалість           |
| -------------------- | ------------------------- | -------------------- |
| 1.                   | «The Separation/The Seed» | 13:14                |
| 2.                   | «Writing Sessions, Pt. 1» | 6:38                 |
| 3.                   | «Writing Sessions, Pt. 2» | 5:47                 |
| 4.                   | «Writing Sessions, Pt. 3» | 9:50                 |
| 5.                   | «Writing Sessions, Pt. 4» | 1:47                 |
| 6.                   | «Guitars Tracking»        | 4:06                 |
| 7.                   | «Bass Tracking»           | 2:10                 |
| 8.                   | «Drums Tracking»          | 3:30                 |
| 9.                   | «Vocals Tracking, Pt. 1»  | 2:54                 |
| 10.                  | «Vocals Tracking, Pt. 2»  | 7:33                 |
| 11.                  | «The Tree»                | 2:57                 |

- Бонус-DVD «Reconciliation» — документальний фільм про повернення Браяна «Геда» Велча в Korn.

| World Tour Edition | World Tour Edition                           | World Tour Edition |
| #                  | Назва                                        | Тривалість         |
| ------------------ | -------------------------------------------- | ------------------ |
| 1.                 | «Hater»                                      | 3:53               |
| 2.                 | «The Game Is Over»                           | 3:40               |
| 3.                 | «Die Another Day»                            | 3:43               |
| 4.                 | «Love & Meth (Live in London)»               | 4:10               |
| 5.                 | «Here to Stay (Live in London)»              | 4:53               |
| 6.                 | «Get Up! (Live in Moscow)»                   | 4:07               |
| 7.                 | «Never Never (Live in Moscow)»               | 4:19               |
| 8.                 | «Got the Life (Live in Denver)»              | 4:02               |
| 9.                 | «Another Brick in the Wall (Live in Denver)» | 9:25               |

## Учасники
| Korn - Джонатан Девіс — вокал - Браян «Гед» Велч — гітара - Джеймс «Манкі» Шаффер — гітара - Реджинальд «Філді» Арвізу — бас-гітара - Рей Луз'є — барабани | Інші - Дон Ґілмор — продюсер, зведення - Марк Кічула — звукорежисер, зведення, додатковий продакшн - Том Лорд-Елджі — зведення - Бред Блеквуд — мастеринг (на Euphonic Masters) - Noisia — продакшн на «Spike in My Veins» - Джейсон Раух - додатковий продакшн («Love And Meth»), звукорежисер, програмування - Zaylien, Sluggo - клавіші, програмування - Бред Блеквуд – мастеринг - Пітер Кетсіс - A&R - Roboto - обкладинка - Себастієн Пакет - режисер |

## Чартові позиції
| Чарт (2013)                      | Найвища позиція |
| -------------------------------- | --------------- |
| Австралія (ARIA)                 | 7               |
| Австрія (Ö3 Austria Top 40)      | 7               |
| Валлонія (Ultratop)              | 25              |
| Данія (Tracklisten)              | 20              |
| Нідерланди (MegaCharts)          | 38              |
| Німеччина (Media Control Charts) | 7               |
| Нова Зеландія (RIANZ)            | 22              |
| Польща (ZPAV)                    | 11              |
| США (RIAA)                       | 8               |
| Угорщина (Mahasz)                | 29              |
| Фландрія (Ultratop)              | 31              |
| Франція (SNEP)                   | 26              |